# ジョン・ウーの億万長者
『ジョン・ウーの億万長者』（ジョン・ウーのおくまんちょうじゃ、原題：錢作怪、英題：From Riches to Rags）は1980年の香港映画。

## ストーリー
阿英と肥仔は友達で、二人でジュース工場のアルバイトをしていた。貧しくても気楽に過ごしていた。ある日、二人で六合彩を買うと、見事にそれが大当たり。一瞬でお金持ちに。さらに、阿英の憧れの女優の琪琪とも友達になれた。しかし、琪琪は阿英のお金目当てで、現実では感じの悪い女だった。がっかりしている阿英は体調が悪くなり、病院へ。すると医師からがんの宣告を受けてしまう。

## キャスト
| キャスト                     | 役名       |
| ---------------------------- | ---------- |
| リッキー・ホイ               | 阿英       |
| ジョニー・クー（古國華）     | 肥仔       |
| ジョジョ・チャン（陳琪琪）   | 琪琪       |
| ラム・チェンイン             | 殺し屋 (1) |
| デイビッド・チャン（張俊英） | 殺し屋 (2) |
| ユエ・タウワン（魚頭雲）     | 殺し屋 (3) |
| トン・チン（唐晶）           | 阿玲       |
| メルヴィン・ウォン（黃錦燊） | 花花公子   |